# 荊門戰鬥
荊門戰鬥發生於1927年10月28日－30日，交戰地點則是在中國鄂西，是中華民國北洋政府時期的戰鬥之一。荊門戰鬥的交戰雙方，一方為國民革命軍二軍魯滌平，另一方北洋八軍二師吳尚所轄軍隊。

## 參看
- 中華民國北洋政府時期內戰戰鬥列表